# Flo Live
Il Flo Live è il primo tour musicale del gruppo musicale britannico Flo, a supporto del loro EP di debutto The Lead (2022).

## Scaletta
1. Not My Job
2. Immature
3. Another Guy
4. Feature Me
5. Control Freak (inedito)
6. Summertime
7. Change (inedito)
8. Losing You
9. Superstar (cover di Jamelia)
10. Fly Girl
11. Cardboard Box

## Date del tour
| Data           | Città            | Stato       | Luogo             | Artisti d'apertura                  |
| Europa         | Europa           | Europa      | Europa            | Europa                              |
| -------------- | ---------------- | ----------- | ----------------- | ----------------------------------- |
| 30 marzo 2023  | Londra           | Regno Unito | Here at Outernet  | Natanya Tiana Blake Donnie Sunshine |
| 3 aprile 2023  | Manchester       | Regno Unito | New Century Hall  | Natanya Tiana Blake Donnie Sunshine |
| Nord America   |                  |             |                   |                                     |
| 13 aprile 2023 | Atlanta          | Stati Uniti | The Loft          | Samaria                             |
| 15 aprile 2023 | Washington, D.C. | Stati Uniti | 9:30 Club         | Samaria                             |
| 16 aprile 2023 | Filadelfia       | Stati Uniti | The Foundry       | Samaria                             |
| 18 aprile 2023 | Toronto          | Canada      | The Opera House   | Samaria                             |
| 19 aprile 2023 | New York City    | Stati Uniti | Webster Hall      | Samaria                             |
| 25 aprile 2023 | Chicago          | Stati Uniti | Thalia Hall       | Samaria                             |
| 27 aprile 2023 | Los Angeles      | Stati Uniti | The Fonda Theatre | Samaria                             |